# Smolęcin (powiat policki)
Smolęcin – wieś sołecka w Polsce położona w województwie zachodniopomorskim, w powiecie polickim, w gminie Kołbaskowo.
W latach 1975–1998 miejscowość należała administracyjnie do województwa szczecińskiego.
We wsi zachowała się ruina kościoła z XIII w. Ściany budowli wykonane są z nieobrobionych kamieni. Tylko naroża i ościeża otworów okiennych i drzwiowych wykonano z kwadr kamiennych. Była to budowla salowa, bez wieży, otoczona kamiennym murem.
Smolęcin wzmiankowany był jako łac. villa Smollentyn w dokumencie z 25 kwietnia 1318 roku, w którym książę pomorski Otto I podarował Bractwu Kalendowemu przy szczecińskim kościele szpitalnym św. Jerzego (niem. Michaelis Kapelle, St. George Kapelle, St. Jürgenhospital) roczną rentę w wysokości 42 marek 10 szylingów i 8 fenigów z dochodów z podatku zwanego „Ungeld” oraz z mennicy miejskiej, a także 30 kurcząt dostarcznych ze wsi Smolęcin.

## Zdjęcia

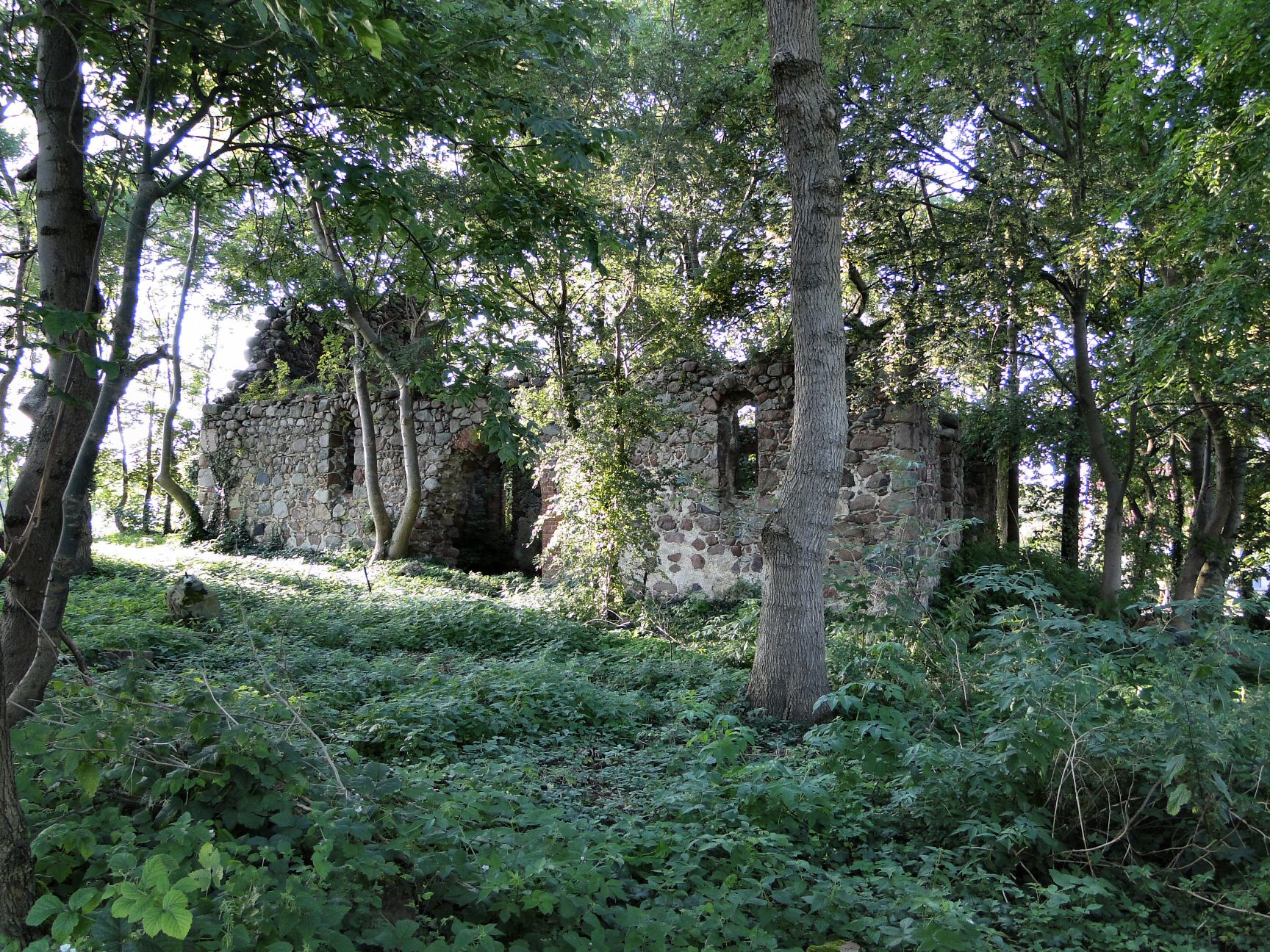
Ruina kościoła
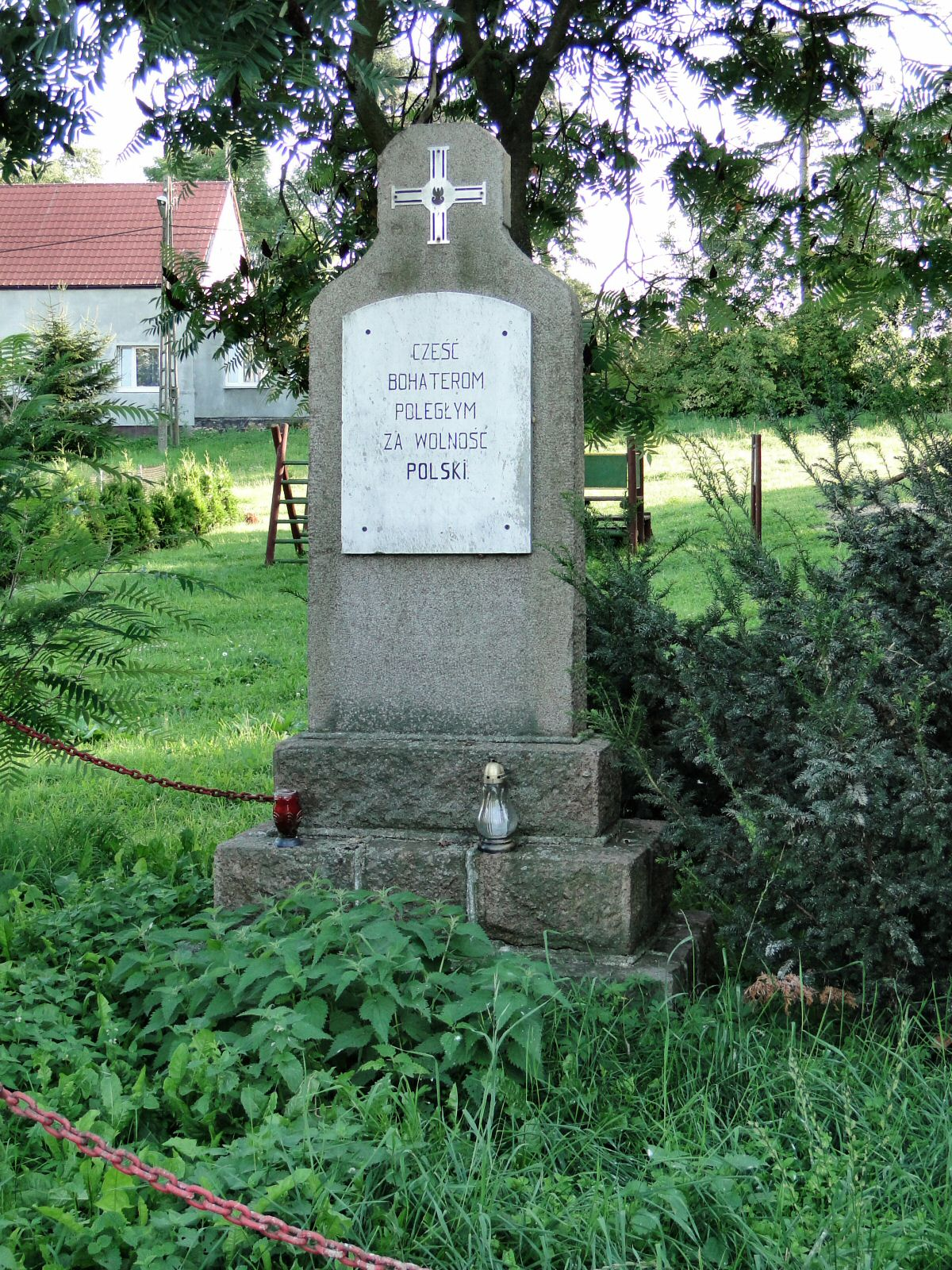
Pomnik

## Transport
Smolęcin połączony jest ze Szczecinem miejską linią autobusową.